# Ereveld Leuwigajah

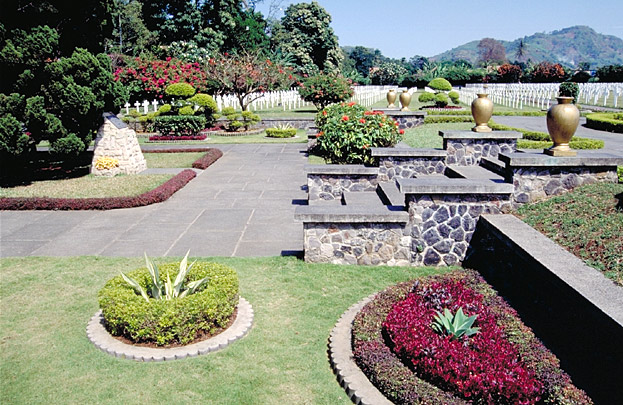
Ereveld Leuwigajah

Ereveld Leuwigajah is een erebegraafplaats even buiten de stad Cimahi, in Indonesië.

## Oorsprong
Het ereveld is geplaatst op een braakliggend terrein achter de gemeentelijke begraafplaats. Tijdens de bezettingsjaren werd dit terrein gebruikt door de Japanse soldaten om de gesneuvelde soldaten en gevangenen uit de nabijgelegen interneringskampen te begraven. Pas na de oorlog is er een begraafplaats van gemaakt, dit heeft vele herbegrafenissen tot gevolg gehad. Pas op 20 december 1949 heeft de Nederlandse overheid deze begraafplaats aangemerkt als ereveld.

## Monument
Aan de achterzijde van het ereveld staat een vlaggenmast in een klein perkje, achter deze mast kan men afdalen naar een klein hofje waar een gedenksteen is geplaatst ter nagedachtenis van alle slachtoffers die in de jaren 1942-1945 omkwamen tijdens de zeetransporten in Zuidoost-Azië. De gedenkplaat werd hier op 21 september 1984 geplaatst. Er wordt nog jaarlijks op 18 september herdacht dat het Japanse vrachtschip Junyo Maru ter hoogte van Benkoelen aan Sumatra's westkust werd getorpedeerd op 18 september 1944. Er waren 2.300 krijgsgevangenen en 4.200 inheemse dwangarbeiders aan boord en er kwamen ruim 5.600 mensen om.

## Grootste
Het ereveld is een van de grootste in Indonesië en het grootste veld in beheer van de Nederlands Oorlogsgravenstichting. Er liggen ruim 5000 Nederlandse graven. Veel van de gesneuvelde mensen waren lid van de landmacht. Begin jaren zestig zijn veel soldaten hier herbegraven omdat er toen tien erevelden zijn opgeheven; ereveld Muntok (1960), ereveld Padang (1962), ereveld Tarakan (1964), ereveld Medan (1966), ereveld Palembang (1967) en ereveld Balikpapan (1967). De gesneuvelden die op de vier andere begraafplaatsen lagen zijn herbegraven op Ereveld Ancol. Na alle herbegravingen telt deze begraafplaats nu 5.200 graven.